# Rue Henri-Regnault
La rue Henri-Regnault est une voie du 14e arrondissement de Paris, en France.

## Situation et accès
La rue Henri-Regnault est une voie publique située dans le 14e arrondissement de Paris. Elle débute au 132, rue de la Tombe-Issoire et se termine au 45, rue du Père-Corentin.

## Origine du nom

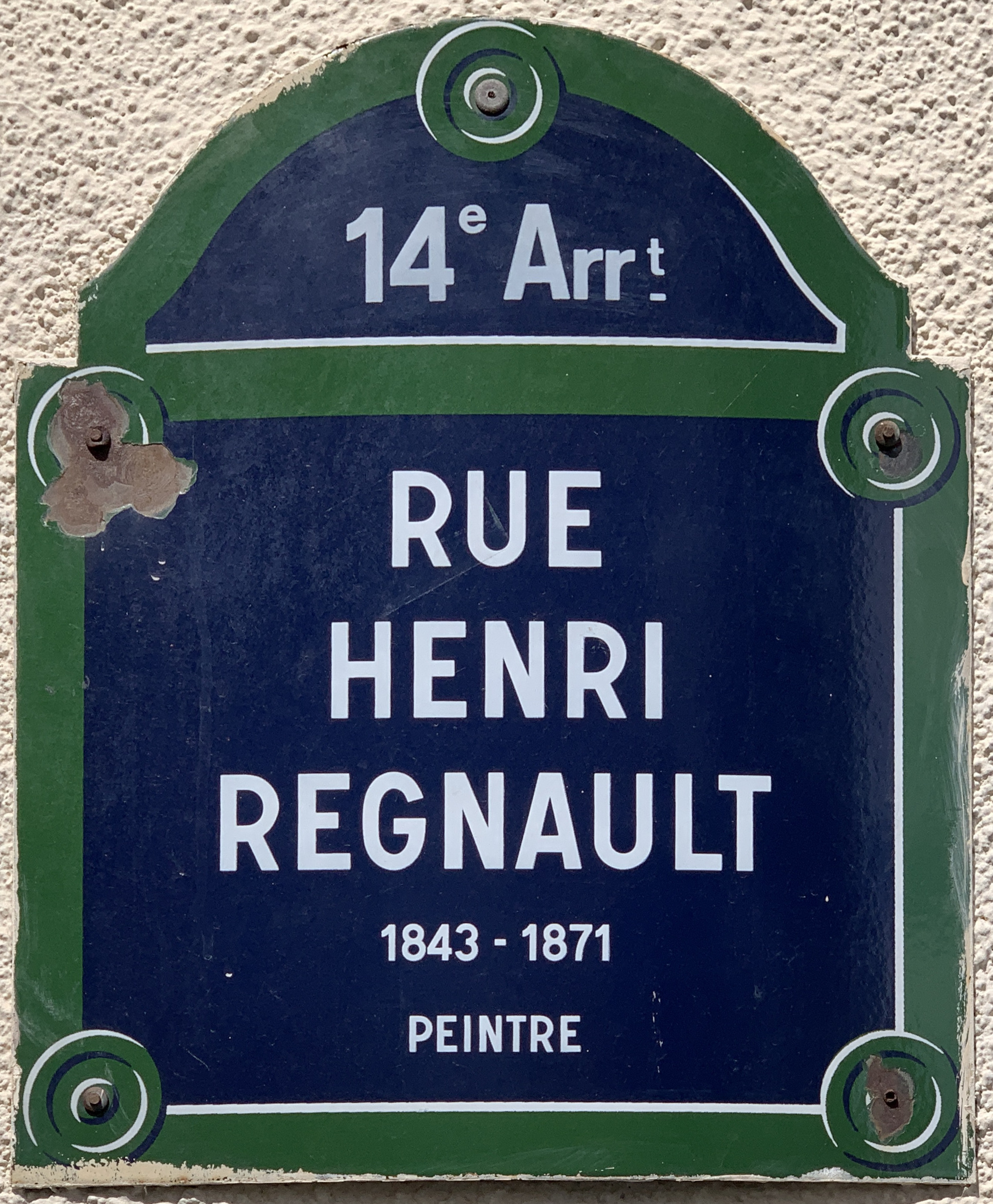
Plaque de la rue.

Le nom de la rue rend honneur au peintre français Henri Regnault (1843-1871), tué à la bataille de Buzenval.

## Historique
Cette ancienne voie de la commune de Montrouge, au Petit-Montrouge, appelée « rue Saint-Paul », n'est pas rattachée à la voirie de Paris au moment de l'extension des limites de Paris, en 1860. Elle prend néanmoins sa dénomination actuelle par décret du 10 février 1875 lors de son rattachement, la même année.